# Sfide mortali
Sfide mortali (Are You Terrified Yet?) è il settantunesimo romanzo dello scrittore statunitense R. L. Stine, appartenente alla collana Piccoli brividi.
Contrariamente al titolo italiano, questo libro, assieme a Il villaggio del brivido, Il re dell'orrore, è l'unico romanzo della "serie 2000" che non presenta apparizioni di mostri spaventosi o di avvenimenti paranormali: piuttosto riflette su tematiche della vita quotidiana come il bullismo, di cui Craig è vittima.

## Trama
Un ragazzino dodicenne timido e fifone di nome Craig Morgenstern, chiamato per questo da tutti "C-C-C-Craig", il primo giorno di scuola, in modo del tutto casuale ed involontario, salva un bambino da una macchina senza conducente. Dopo questo gesto, viene da tutti considerato un eroe ed è qui che fa la conoscenza di Amy Suskind, Travis Walker e Brad Caperton, i quali (come tutti i suoi coetanei della scuola) lo credono un eroe e un ragazzo intrepido. Quando però Travis e Brad si rendono conto che Craig non è veramente coraggioso decidono di sfidarlo per dimostrare il suo coraggio e il ragazzo, un po' spinto da Amy, decide di accettare seppur riluttante. Infatti, nonostante la paura, riesce a tenere la mano per cinque minuti in un barattolo pieno di ragni, vincendo quindi la prima sfida. Nella seconda sfida, invece, Craig viene costretto a restare in una cassa da morto, visto che il padre di Brad lavora in un'impresa di pompe funebri; Craig riesce a superare la prova, nonostante lo scherzo da parte di Gus, un amico di Travis e Brad, che si era travestito da cadavere. Nella terza e ultima sfida Craig viene costretto ad abbracciare un morto vero e, dopo averlo fatto, lui e gli altri si ritrovano circondati da morti viventi. Si scoprirà in seguito che erano degli amici di Brad e Travis travestiti. Ciononostante, però, Craig non si sente più pauroso o almeno così pare, dato che inizia a preoccuparsi a causa del buio.

## Personaggi
- Craig Morgenstern: il fifone e timido protagonista della storia. Cerca in ogni modo di dimostrare il suo coraggio.
- Amy Suskind: un'amica di Craig. Crede fermamente che sia un ragazzo coraggioso ed è lei a spronarlo ad accettare le prove imposte dai suoi amici.
- Travis Walker: un coetaneo di Craig. Lo spinge ad affrontare delle prove per dimostrarsi coraggioso.
- Brad Caperton: un coetaneo di Craig. Lo spinge ad affrontare delle prove per dimostrarsi coraggioso.
- Gus: un amico di Travis e Brad. Li aiuta nel realizzare uno scherzo ai danni di Craig.

## Edizioni
- R. L. Stine, Sfide mortali, traduzione di Cristina Scalabrini, collana Piccoli brividi, Arnoldo Mondadori Editore, 2000,  p. 142, ISBN 88-04-47962-0.